# Aeschnophlebia liui
Aeschnophlebia liui – gatunek ważki z rodziny żagnicowatych (Aeshnidae). Występuje w południowo-wschodnich Chinach; stwierdzono go w prowincjach Fujian i Guangdong.
Gatunek ten opisali w 2009 roku Qi-Han Xu, Zhi Chen i Zhi-Peng Qiu na łamach czasopisma „Acta Zootaxonomica Sinica”, w oparciu o pojedynczy okaz samca odłowiony w górach Wuyi Shan w prowincji Fujian. Autorzy nadali gatunkowi nazwę Planaeschna liui.